# Молчанов Олександр Артемович
Олександр Артемович Молчанов (19 січня 1941 — 10 листопада 2014) — український вчений у галузі прикладної математики, математичного моделювання нелінійних об'єктів різної фізичної природи, теорії складних систем. Доктор фізико-математичних наук, професор. Академік АН ВШ України з 1993 р.
У 1962 р. після закінчення Ленінградського держуніверситету був направлений на наукову роботу до Сибірського відділення АН СРСР (м. Новосибірськ). У 1967 р. закінчив аспірантуру при Київському політехнічному інституті та захистив кандидатську дисертацію. З 1968 по 1978 р. працював у Київському науково-виробничому об'єднанні «Кристал». У 1974 р. захистив докторську дисертацію. З 1978 і до своєї смерті в 2014 році — завідувач кафедри прикладної математики КПІ. У 1994—2005 рр. — декан факультету прикладної математики НТУУ «КПІ».
Наукові інтереси — в галузі чисельно-аналітичного моделювання нелінійних мереж, експертних систем, мікроелектронних структур і процесів з розподіленими параметрами. Керівник комплексних робіт з моделювання мереж інформаційно-аналітичних систем органів державної виконавчої влади Державної програми інформатизації України.

## Наукова діяльність
Розроблені за його участі математичні методи і програмні продукти широко використовуються в народному господарстві України та за її межами.
Активно працював у напрямку розвитку міжнародних науково-педагогічних зв'язків, виступає з лекціями і науковими доповідями в зарубіжних навчальних і наукових центрах.
Автор 180 наукових праць, серед яких 4 монографії та 2 навчальні посібники, 12 авторських свідоцтв, 4 іноземні патенти.
Під його керівництвом захищені 18 кандидатських та 2 докторські дисертації.
Член 2 експертних рад Вищої атестаційної комісії України, член фахової ради Міністерства освіти і науки України з математики та інформатики, член 2 спеціалізованих рад із захисту дисертацій, член редколегії науково-технічних журналів: "Наукові вісті НТУУ «КПІ» та «Математичні машини і системи».
Лауреат Нагороди Ярослава Мудрого АН ВШ України (2008). Мав почесне звання «Заслужений діяч науки і техніки України» (1998).